# Tom Prince
Thomas Albert Prince (né le 13 août 1964 à Kankakee, Illinois, États-Unis) est un receveur de baseball qui joue dans les Ligues majeures de 1987 à 2003.

## Carrière de joueur
Tom Prince est un choix de quatrième ronde des Pirates de Pittsburgh en 1984. Il débute dans le baseball majeur avec cette équipe le 22 septembre 1987. Pendant toute sa carrière, Prince est un receveur substitut, qui ne joue jamais plus de 66 parties (avec Pittsburgh en 1993) ou ne totalise plus de 215 passages au bâton (Minnesota, 2001) en une même saison. Il joue tout de même 17 années consécutives dans les majeures, et alterne souvent entre les grandes ligues et les ligues mineures.
Prince évolue pour les Pirates pendant 7 saisons. De 1994 à 1998, il fait partie des Dodgers de Los Angeles, avant de s'aligner avec les Phillies de Philadelphie (1999-2000), les Twins du Minnesota (2001-2003) et les Royals de Kansas City (ses 8 dernières parties en 2003). En 519 parties jouées dans les majeures, il présente une moyenne au bâton de ,208 avec 248 coups sûrs, 24 circuits, 140 points produits et 113 points marqués. Malgré une faible moyenne de ,196 en 1993 pour Pittsburgh, il réussit des records personnels de 24 points produits et 14 doubles. C'est en 1996 avec les Dodgers qu'il affiche sa moyenne au bâton (,297 en 40 matchs) la plus élevée. En 2001 avec les Twins, il produit 23 points et réussit des sommets personnels de 43 coups sûrs et 7 circuits. Il joue dans deux parties éliminatoires en 2002 avec Minnesota.

## Carrière d'entraîneur
Après sa retraite de joueur, Prince devient manager dans les ligues mineures et retourne dans l'organisation des Pirates de Pittsburgh. Il dirige en 2004 les Hillcats de Lynchburg, le club-école de California League (2022) des Pirates dans la Ligue de Caroline.
En 2005 et 2006, il dirige les destinées des Crosscutters de Williamsport, club-école de niveau A des Pirates dans la New York - Penn League.
Depuis 2007, Tom Prince est gérant des GCL Pirates de la Gulf Coast League, au niveau recrue.